# Teichnitz
Teichnitz, obersorbisch Ćichońcaⓘ, ist ein Ort in Ostsachsen und seit 1950 ein Ortsteil von Bautzen. Er besteht aus Teichnitz und Neuteichnitz (Nowa Ćichońca), während Neumalsitz und Oehna seit 2020 als eigene Stadtteile zählen. Teichnitz liegt im Norden des Stadtgebietes und hat 278 Einwohner.

## Geographie
Die Siedlung Teichnitz liegt etwa 2 km nördlich des Bautzener Stadtzentrums etwas oberhalb des Temritzer Wassers auf 190 m Höhe und direkt an der Autobahn 4. Im Osten begrenzt die Talsperre Bautzen den Ortsteil.

## Geschichte
Im Ortsteil Teichnitz wurden Spuren einer Niederungsburg/Wasserburg aus dem 12./13. Jahrhundert entdeckt. Der Ort wurde erstmals 1303 als Herrensitz des Cuno de Thichenicz erwähnt. Später war er Sitz verschiedener Oberlausitzer Adelsfamilien, wovon verschiedene Gutshäuser bis heute Zeugnis ablegen. Am 1. Juli 1950 wurde Teichnitz in die Stadt Bautzen eingegliedert.

### Bevölkerung und Sprache
Für seine Statistik über die sorbische Bevölkerung in der Oberlausitz ermittelte Arnošt Muka in den achtziger Jahren des 19. Jahrhunderts eine Bevölkerungszahl von 182, darunter 165 Sorben (91 %) und 17 Deutsche. Seither ist der Gebrauch des Sorbischen stark zurückgegangen.

### Der „Abgott“
In der Nähe von Oehna, unweit vom Stadtteil Gesundbrunnen, befindet sich die Abgottschlucht, über die die Autobahnbrücke der A 4 über die Spree führt. 1945 wurde eine Vorgängerbrücke von deutschen Soldaten im Zuge der Schlacht um Bautzen gesprengt. Beim Bau der Brücke wurden Teile des Abgottfelsens an der Westseite und der Flinzfels an der Ostseite gesprengt. Der Sage nach soll an dieser Stelle vor etwa tausend Jahren ein goldener Abgott der Sorben, der „Flinz“ oder „Flins“, gestanden haben. Christliche Mönche hätten ihn demnach im Zuge der Christianisierung in die Spree gestürzt. Bei archäologischen Untersuchungen im Zuge des Autobahnbaus wurden zwar die sagenhaften Goldschätze nicht gefunden, dafür aber mittelalterliche Kelche und Gabeln. Weitaus bedeutender waren aber die Funde von Eckzähnen vom Torfrind und Torfschwein, den ersten Haustieren der Jungsteinzeit. Außerdem wurde das Schulterstück eines wollhaarigen Nashorns und Skelettreste von einem Rentier und anderen Großsäugern entdeckt. Diese Funde waren ein bedeutender Nachweis zu den Klimatheorien der Nacheiszeit vor 15.000 Jahren in der Oberlausitz, da sie die Anwesenheit von Tieren der Kältesteppe bewiesen.
Vom Gebiet Oehna sind auch verschiedene Sagen zu Wassermännern der Region überliefert.

## Sehenswürdigkeiten

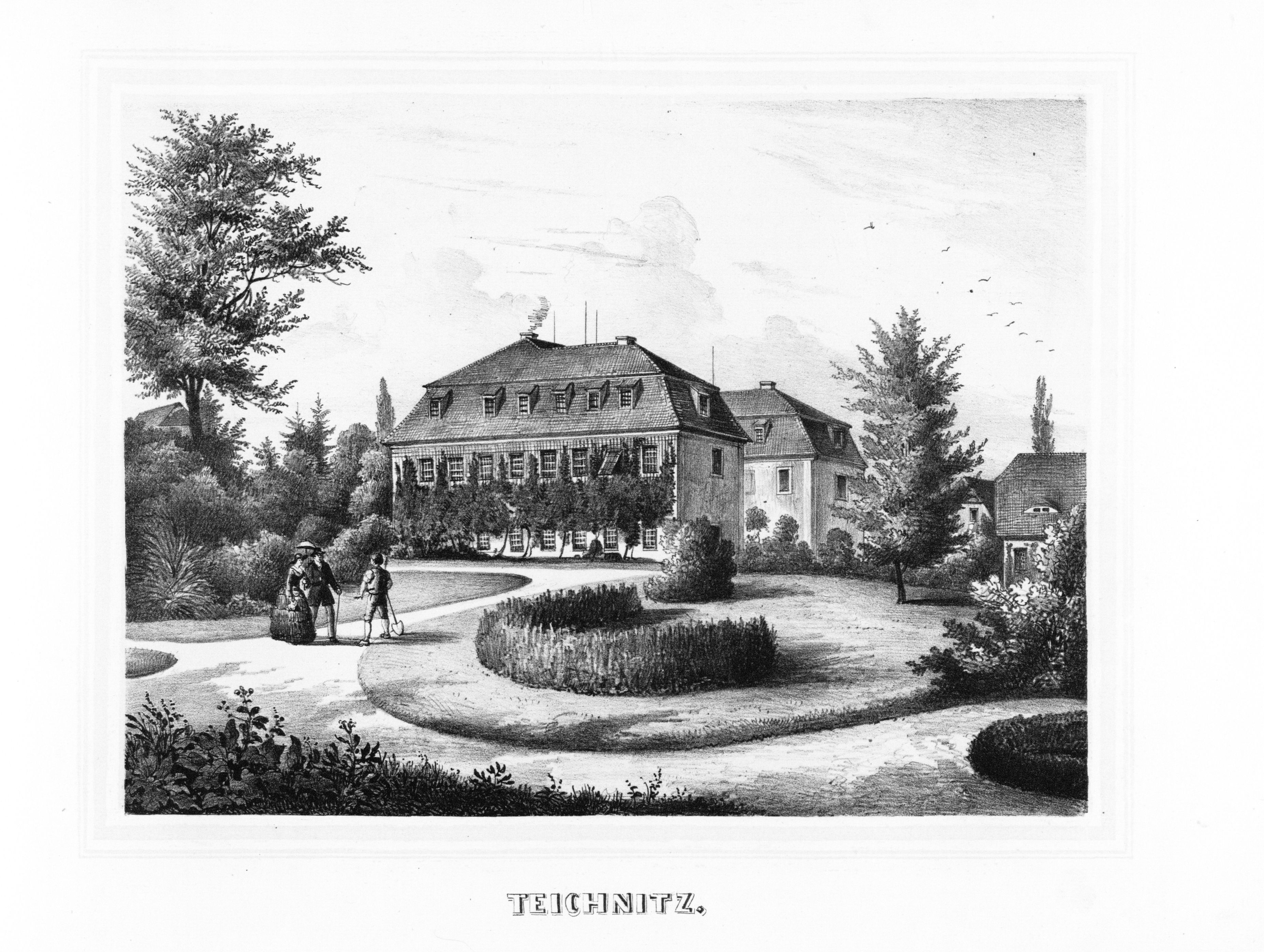
Das Herrenhaus, um 1860

Im Jahr 1303 wurde der Herrensitz Teichnitz das erste Mal urkundlich erwähnt. Im Jahr 1463 war es ein Rittersitz und 1607 ein Rittergut. Die Freiherren von Gersdorff auf Teichnitz boten dort Glaubensflüchtlingen der Herrnhuter Brüdergemeine im Zuge der Gegenreformation in Böhmen und Mähren Zuflucht, die später die Kolonie Kleinwelka gründeten. Um das Jahr 1770 wurde das Rittergut an die Familie von Hohenthal verkauft, die das Gutshaus später umbaute. Durch die Heirat der Gräfin Wilhelmine von Hohenthal mit Graf Friedrich zur Lippe-Biesterfeld-Weißenfeld (1737–1791) kam es 1815 an das Haus Lippe. Graf Christian erwarb 1829 auch das Gut Lubachau; ferner waren bis zur Enteignung 1945 auch die Güter Gersdorf und – seit 1901 – Schloss Proschwitz im Besitz der Grafen, die im Jahre 1918 zu Prinzen zur Lippe-Weißenfeld erhoben wurden. 
Das Herrenhaus Teichnitz wurde in seiner heutigen Gestalt um 1730 auf den Grundmauern eines älteren Herrensitzes errichtet. Die als Putzbau gestaltete Dreiflügelanlage wies bis auf die Scheitelsteine über den Portalen keinen Bauschmuck auf.
Nachdem es im Juli 2013 zu einem Absturz des Dachsimses am Nordflügel gekommen war, erfolgte im September 2013 der Totalabriss des gesamten Gebäudekomplexes.

## Wirtschaft
Im Industriegebiet Bautzen Nord an der Neuteichnitzer Straße haben sich verschiedene Produktionsbetriebe niedergelassen, unter anderem eine Aluminiumdruckgießerei, ein Kunststoffwerk und eine SiC-Recyclinganlage. Außerdem befand sich hier seit 1980 das Bautzener Heizkraftwerk, das 2018 abgerissen wurde. Sein Schornstein war das höchste Bauwerk im Bautzener Stadtgebiet. Der ehemalige große Landwirtschaftsbetrieb in Oehna existiert nicht mehr.

## Persönlichkeiten
- Theodor zur Lippe-Biesterfeld-Weißenfeld (1822–1894), Gutsbesitzer und Politiker